# Усланка (Ленинградская область)
У́сланка — деревня в Важинском городском поселении Подпорожского района Ленинградской области.

## История
Деревня Усланка упоминается на карте Олонецкого наместничества 1792 года А. М. Вильбрехта.
В XVIII веке в деревне Усланка работали до десяти пилорам, а также завод по производству жести и гвоздей.

УСЛАНКА (КОРБА) — деревня при реке Свири, число дворов — 144, число жителей: 124 м. п., 151 ж. п.; Часовня православная. Железоделательный завод. (1879 год)

В XIX веке в деревне работала также бумагоделательная фабрика Тейфеля.
Сборник Центрального статистического комитета описывал её так:

УСЛАНКА — деревня бывшая государственная при реке Свири, дворов — 48, жителей — 286; Часовня, железоделательный завод, 3 лавки, торжок 27 октября. (1885 год)

Деревня административно относилась к Важинской волости 2-го стана Олонецкого уезда Олонецкой губернии.

УСЛАНКА — деревня Усланского общества при реке Свири, население крестьянское: домов — 40, семей — 43, мужчин — 99, женщин — 94, всего — 193; некрестьянское: домов — 1, семей — 1, мужчин — 2, женщин — 3, всего — 5; лошадей — 37, коров — 61, прочего — 44. (1905 год)

С 1917 по 1920 год деревня входила в состав Важинской волости Олонецкого уезда Олонецкой губернии.
С 1920 года в составе Усланского сельсовета.
С 1923 года в составе Подпорожской волости.
С 1927 года в составе Подпорожского района. В 1927 году население деревни составляло 350 человек.

Деревня Усланка на карте 1932 года

Согласно карте Ленинградской области Северо-западного аэрогеодезического треста ГГУ издания 1932 года деревня насчитывала 31 крестьянский двор. В деревне находилось почтовое отделение.
По данным 1933 года село Усланка являлось административным центром Усланского сельсовета, в который входили 5 населённых пунктов: деревни Киновичи, Корба, Толстое, Чемоданова Гора и село Усланка, общей численностью населения 1034 человека.
По данным 1936 года в состав Усланского сельсовета входили 5 населённых пунктов, 140 хозяйств и 3 колхоза.
С 1 сентября 1941 года по 31 мая 1944 года деревня находилась в финской оккупации. В деревне действовал организованный оккупационными властями концентрационный лагерь для советских гражданских лиц.
С 1954 года в составе Важинского сельсовета.
С 1963 года в составе Лодейнопольского района.
С 1965 года вновь в составе Подпорожского района. В 1965 году население деревни составляло 139 человек.
По данным 1966 года деревня Усланка также входила в состав Важинского сельсовета.
В 1971 году деревни Усланка, Чемоданова Гора и Корба были объединены в один населённый пункт — деревню Усланка.
По данным 1973 и 1990 годов деревня Усланка входила в состав Курповского сельсовета.
В 1997 году в деревне Усланка Курповской волости проживали 27 человек, в 2002 году — 28 человек (русские — 96 %).
В 2007 году в деревне Усланка Важинского ГП проживали 23 человек.

## География
Деревня расположена в северо-западной части района на автодороге 41К-148 (Подпорожье — Граница с республикой Карелия).
Расстояние до административного центра поселения — 12 км.
Расстояние до ближайшей железнодорожной станции Свирь — 15 км.
Деревня находится на правом берегу реки Свирь, в месте впадения в неё реки Усланка.

## Демография
| 2007 | 2010 | 2017 |
| ---- | ---- | ---- |
| 23   | ↗34  | ↗38  |

### Национальный состав
Согласно данным Всероссийской переписи населения 2021 года в деревне проживал 61 человек, из них:
 русские — 56, чеченцы — 3, белорусы — 1, узбеки — 1 человек.

## Достопримечательности
- Остатки плотины и шлюзовой камеры первой в Подпорожском районе гидростанции на реке Усланке[3]
- Церковь Зосимы и Савватия Соловецких, 1885 года постройки, деревянная, утрачена в 1950-х годах, сохранился фундамент[22]

## Фото

Фотографии С. М. Прокудина-Горского. 1909 год
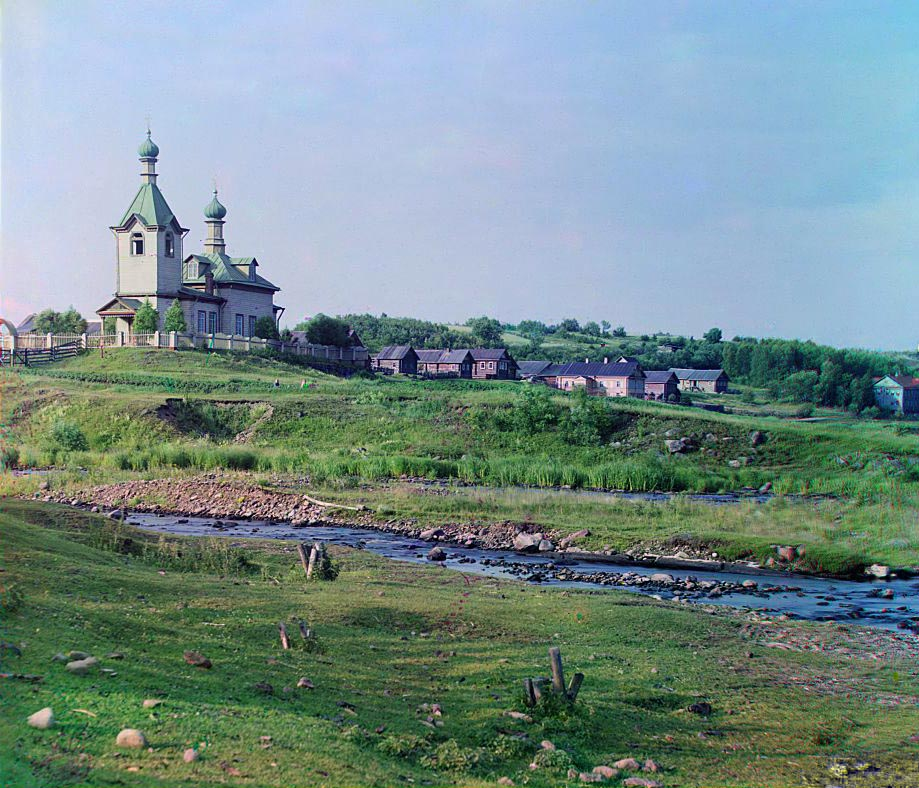
Церковь свв. Зосимы и Савватия Соловецких
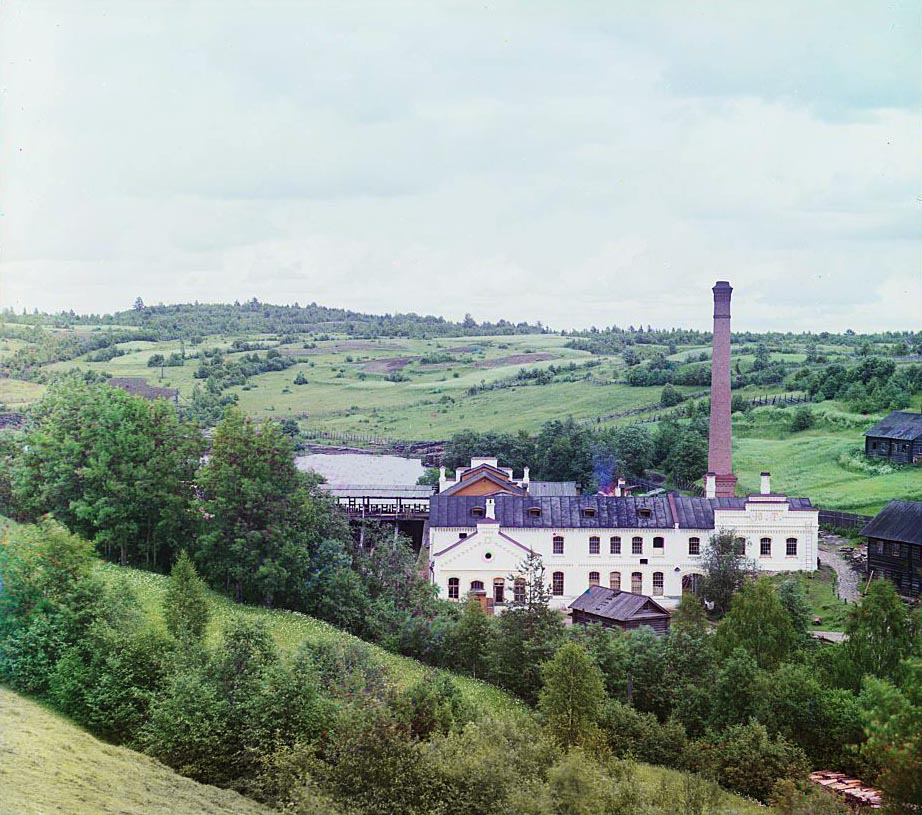
Картонная фабрика Тейфеля (не сохранилась)

## Улицы
Воскресенская, Кашинская, Корбинская, Олонецкая, Полюстровская, Прибрежная, Сосновая.